# Anders Knutsson Ångström
Anders Knutsson Ångström (Stoccolma, 28 febbraio 1888 – Västerleds, 27 ottobre 1981) è stato un fisico svedese, figlio di Knut Johan Ångström.
Insegnante al Politecnico di Stoccolma dal 1919 e direttore dell'osservatorio meteorologico della medesima città dal 1921, fu studioso di spettroscopia e più volte costruttore di strumenti spettroscopici. Da lui prende nome l'Esponente di Ångström.